# 압살롬 압살롬

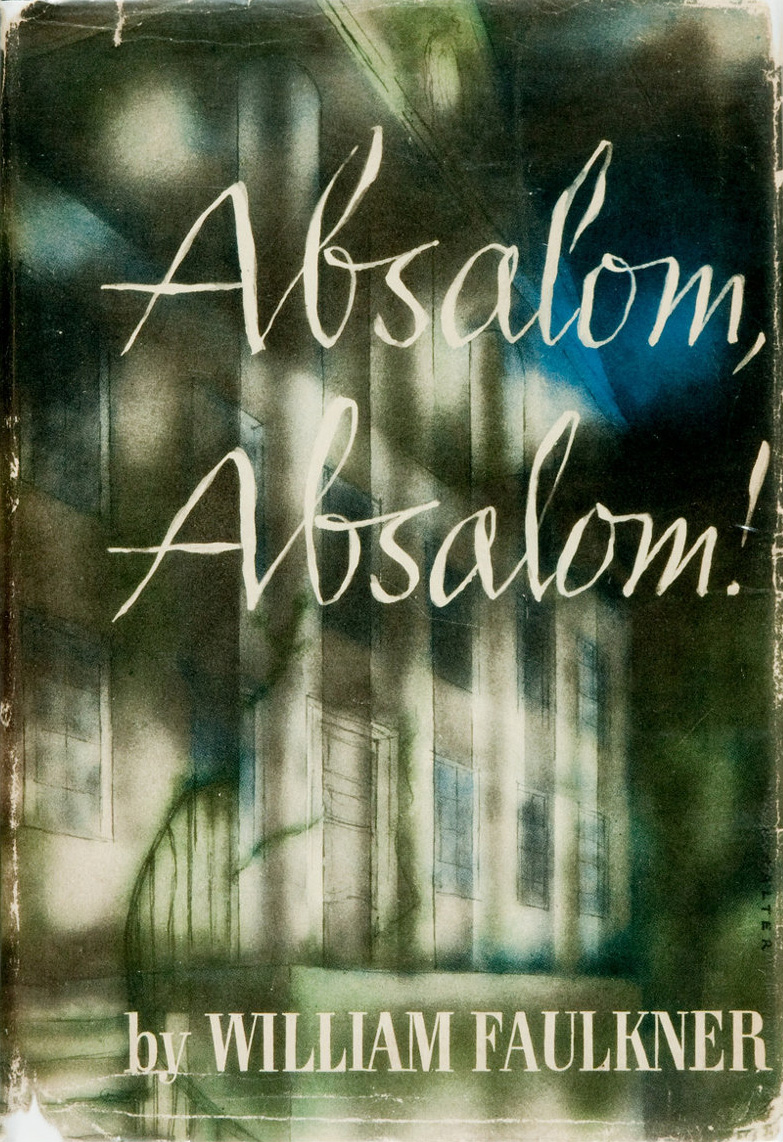

《압살롬 압살롬》(Absalom, Absalom!)은 윌리엄 포크너의 1936년 장편소설이다. 포크너가 남부사회의 몰락을 묘사한 일련의 소설 <음향과 분노> <8월의 양광>과 함께 3대 걸작의 하나. 제명은 근친상간으로 배다른 형을 죽인 다윗의 아들 압살롬(구약성서)에서 따온 것이다. 흑인의 피가 섞인 아내를 버린 사토펜이 1833년 제퍼슨에서 대농장주가 되고, 지금의 아내에게서 헨리와 주디스를 얻는다. 어느 날 아들이 데리고 온 친구 본은 전처 소생의 딸 주디스와의 결혼을 간청하고, 헨리는 본을 살해한다. 남북전쟁 후에 사토펜 일가는 몰락하고, 집은 불타버린다. 가난뱅이 백인 사토펜의 비참한 좌절을 그리스 비극적인 구상 아래 그린 수작(秀作)이다.

## 같이 보기
- 믿을 수 없는 화자